# Le Dernier Combattant de bar
Le Dernier Combattant de bar (The Last Barfighter) est un épisode de la série télévisée d'animation Les Simpson. Il s'agit du vingt-deuxième et dernier épisode de la trente-deuxième saison et du 706e de la série.

## Synopsis
À la suite de l'annulation de l'émission de Krusty, Bart participe au show de l'homme-abeille dans lequel il remporte une bouteille de téquila en forme de crâne de cristal. La prenant à son insu, Homer en fait profiter Moe ainsi que les habitués de son bar. Rompant ainsi le pacte qu'il a fait avec d'autres barmans, les habitués du bar de Moe se retrouvent dans l'impossibilité de boire à nouveau. Cependant, leur amitié pourrait bien remettre cette décision en question...

## Réception
Lors de sa première diffusion, l'épisode a attiré 1,02 million de téléspectateurs.